# توم بيلي (كاتب)
توم بيلي (بالإنجليزية: Tom Bailey)‏ هو كاتب أمريكي، ولد في 1961.